# Atletisme als Jocs Olímpics d'Estiu de 1920 - 3.000 metres obstacles masculins
La marató masculina va ser una de les proves del programa d'atletisme disputades durant els Jocs Olímpics d'Anvers de 1920. La prova es va disputar el 22 d'agost de 1920 i hi van prendre part 48 atletes de 17 nacions diferents.

## Medallistes
| Or                | Plata               | Bronze                  |
| Percy Hodge (GBR) | Patrick Flynn (USA) | Ernesto Ambrosini (ITA) |

## Rècords
Aquests eren els rècords del món i olímpic que hi havia abans de la celebració dels Jocs Olímpics de 1920.
| Rècord del Món | 9' 49.8" (*)   | Jonas Ternström | Malmö (SWE)   | 4 de juliol de 1914  |
| Rècord Olímpic | 10' 47.8" (**) | Arthur Russell  | Londres (GBR) | 22 de juliol de 1908 |

(*) no oficial
(**) Cursa disputada sobre un recorregut de 3.200 metres. El temps equivalent pels 3.000 metres seria de 10' 08.0".
Michael Devaney guanya la primera semifinal amb un temps de 10' 23.0" que suposa un nou rècord olímpic. En la tercera semifinal Percy Hodge millora aquell temps i deix el rècord en 10' 17.4". En la final Percy Hodge millora el seu temps i estableix el nou rècord olímpic en 10' 00.4".

## Resultats

### Semifinals
- (Entre parèntesis temps estimat)

| Pos. | Atleta            | Nació        | Temps      |
| ---- | ----------------- | ------------ | ---------- |
| 1    | Michael Devaney   | Estats Units | 10'23"0 OR |
| 2    | Ernesto Ambrosini | Itàlia       | (10'33"6)  |
| 3    | Oskari Rissanen   | Finlàndia    | (11"07"5)  |
| 4    | Edmond Brossard   | França       | ND         |

| Pos. | Atleta        | Nació        | Temps     |
| ---- | ------------- | ------------ | --------- |
| 1    | Patrick Flynn | Estats Units | 10'36"0   |
| 2    | Lars Hedwall  | Suècia       | (10'43"5) |
| 3    | Ray Watson    | Estats Units | (10"49"0) |
| 4    | Robert Geyer  | França       | (11"11"9) |

| Pos. | Atleta             | Nació        | Temps      |
| ---- | ------------------ | ------------ | ---------- |
| 1    | Percy Hodge        | Regne Unit   | 10'17"4 OR |
| 2    | Gustaf Mattsson    | Suècia       | (10'22"6)  |
| 3    | Albert Hulsebosch  | Estats Units | (10"26"8)  |
| 4    | Ilmari Vesamaa     | Finlàndia    | (10"32"2)  |
| 5    | Frédéric Langrenay | França       | (10"39"8)  |
| 6    | Georges Guillon    | França       | (10"44"3)  |
| -    | Carlo Martinenghi  | Itàlia       | Ab.        |
| -    | Josef Holsner      | Suècia       | Ab.        |

### Final
| Pos. | Atleta            | Nació        | Temps oficial | Temps oficiós |
| ---- | ----------------- | ------------ | ------------- | ------------- |
| 1    | Percy Hodge       | Regne Unit   | 10'00"4 OR    |               |
| 2    | Patrick Flynn     | Estats Units |               | 10'21"1       |
| 3    | Ernesto Ambrosini | Itàlia       |               | 10'32"0       |
| 4    | Gustaf Mattsson   | Suècia       |               | 10'32"1       |
| 5    | Michael Devaney   | Estats Units |               | 10'34"3       |
| 6    | Albert Hulsebosch | Estats Units |               | 10'37"7       |
| 7    | Lars Hedwall      | Suècia       |               | 10'42"2       |
| 8    | Ray Watson        | Estats Units |               | 10'50"3       |
| -    | Oskari Rissanen   | Finlàndia    | No surt       | No surt       |